# Herrschaft Kempenich
Die Herrschaft Kempenich war zunächst ein Territorium des Adelsgeschlechtes Kempenich und dann ein kurtrierscher Verwaltungs- und Gerichtsbezirk mit Sitz in Kempenich. 
Seit 1277 war die Herrschaft Kempenich kurtrierisches Lehen 1424 führte das Aussterben der Familie von Kempenich zu bewaffneten Auseinandersetzungen um das Erbe. Peter von Schöneck war mit der Erbtochter verheiratet und beanspruchte Burg und Herrschaft als Erbe gegen Kurtrier. Nach verschiedenen Verpfändungen gelangte Kempenich 1581 in den Pfandbesitz des Anton von Eltz, eines Neffen des trierischen Erzbischofs Johann Jakob von Eltz. Als mit Hans Jacob, dem Sohn Antons, die älteste Linie derer zu Eltz vom goldenen Löwen ausstarb, kam Kempenich an Johann Jakob Schenk von Schmittburg. Seine Tochter, Maria Antoinetta Juliana, brachte die Pfandschaft zu Kempenich 1663 ihrem Gatten, Hans Jacob zu Eltz zu, der die Linie zu Eltz-Kempenich begründete. Die Trierer Hofkammer kündigte im Jahre 1776 die Pfandschaft. Die Herrschaft Kempenich wurde zu einem kurtrierschen Amt, dass dem Oberamt Mayen nachgelagert war.
Kern des Amtes war die Burg Kempenich. Daneben bestand es am Ende des HRR aus den Orten Blasweiler, Engelen, Hausten, Kirchesch, Leimbach, Lederbach, Kempenich, Spessart und Waberen.
1794 wurde das Linke Rheinufer französisch besetzt und später annektiert. Die Herrschaft Kempenich endete und ging in den Kanton Wehr im Arrondissement Bonn auf. 